# Agenore (re di Argo)
Agenore (in greco antico: Ἀγήνωρ?, Aghḕnōr) è un personaggio della mitologia greca. Fu il nono re di Argo.

## Genealogia
Discendente diretto di Foroneo e figlio di Ecbaso o di Triopa ebbe come figlio Crotopo che gli succedette al trono. 

Come figlio di Ecbaso sarebbe il padre del gigante Argo Panoptes mentre come figlio di Triopa sarebbe fratello di Iaso (suo predecessore al trono), di Eurisabe, di Xanto e Pelasgo.

## Mitologia
Ellanico di Lesbo (che definisce Agenore come figlio di Foroneo e fratello di Iaso e Pelasgo) scrive che dopo la morte del padre, i due fratelli maggiori divisero il regno in modo che a Pelasgo spettò la parte sul fiume Erasmo (e vi costruì Larissa), mentre a Iaso spettò la parte verso Elis. 

Dopo la morte di questi due, Agenore (che era il più giovane), invase i loro domini diventando il re di Argo.
Pausania scrive che scacciò dal regno un sacerdote di Demetra di nome Trochilo e che questi si stabilì in Attica dove sposò una donna di Eleusi.